# Frauke Eickhoff
Frauke Eickhoff, née le 24 octobre 1967 à Celle, est une judokate allemande.

## Palmarès international en judo
| Championnats du monde | Championnats du monde | Championnats du monde |
| Année                 | Médaille              | Catégorie             |
| --------------------- | --------------------- | --------------------- |
| 1991                  | or                    | –61 kg                |
| Championnats d'Europe |                       |                       |
| Année                 | Médaille              | Catégorie             |
| 1988                  | bronze                | –61 kg                |
| 1991                  | argent                | –61 kg                |
| 1992                  | argent                | –61 kg                |